# Santos Michelena (comune)
Santos Michelena è un comune del Venezuela situato nello stato dell'Aragua.
Il capoluogo del comune è la città di Las Tejerías.